# Lorenzo Basso (politico)
Lorenzo Basso (Genova, 19 febbraio 1976) è un politico italiano.

## Biografia
Dal 1995 al 2005 è stato consigliere, e poi vicepresidente, nel Municipio Genova Centro Ovest, impegnandosi in particolare sui temi del lavoro, dell'ambiente, della qualità della vita e dell'innovazione.
Alle elezioni primarie del PD nel 2009 sostiene la mozione di Pier Luigi Bersani incentrata sull'esigenza di unire i valori cattolico-popolari con quelli del socialismo democratico e della socialdemocrazia.
Si candida alle elezioni regionali in Liguria del 2010 col Partito Democratico, venendo eletto nel collegio di Genova in consiglio regionale della Liguria.
Si candida a segretario regionale del PD in Liguria sfidando Sergio Cofferati e viene eletto nelle primarie del 25 ottobre 2009 con 44.021 voti.
Redige la prima legge regionale contro la mafia che viene approvata il 29 febbraio 2021.

### Elezione in Parlamento
Nel dicembre 2012 partecipa alle elezioni primarie "Parlamentarie” del PD per scegliere i candidati al Parlamento alla imminenti elezioni politiche, venendo candidato alla Camera dei deputati, tra le liste del PD nella circoscrizione Liguria in quarta posizione, venendo eletto deputato, dimettendosi da consigliere regionale della Liguria e trasferendosi a Roma. Nella XVII legislatura della Repubblica è stato componente della 10ª Commissione Attività produttive, Commercio e Turismo.
Dal 2017 è il responsabile della Scuola di Politiche (SdP) di Enrico Letta in Liguria e vi tiene anche delle lezioni.
Alle elezioni politiche anticipate del 2022 Basso viene candidato al Senato della Repubblica, tra le liste del Partito Democratico - Italia Democratica e Progressista (PD-IDP) come capolista nel collegio plurinominale Liguria - 01, risultando eletto senatore. Nella XIX legislatura è vicepresidente della 8ª Commissione Ambiente, transizione ecologica, energia, lavori pubblici, comunicazioni, innovazione tecnologica e segretario del gruppo parlamentare PD-IDP al Senato.
Alle elezioni primarie del PD del 2023 sostiene la mozione di Stefano Bonaccini, presidente della Regione Emilia-Romagna dal 22 dicembre 2014, facendo parte del suo comitato promotore, ma viene sconfitto dalla deputata del PD Elly Schlein.

## Procedimenti giudiziari
Il 2 gennaio 2019 la Corte dei Conti della Liguria, dopo una contestazione complessiva da 58.000 euro datata 14 luglio 2017, condanna Basso e altri 9 ex consiglieri regionali del PD a risarcire il danno per spese non giustificate adeguatamente  o considerate non inerenti all'attività politica in relazione ai primi 5 mesi del 2010.  Nel dicembre dello stesso anno viene condannato dalla Corte dei Conti a risarcire 4.000 euro per aver approvato il rendiconto delle spese del gruppo consigliare nel 2008 (in sede penale è stato prosciolto da ogni accusa).
Il 29 marzo 2021 i giudici della Corte dei Conti, in sede di appello, hanno assolto Lorenzo Basso ed Ezio Chiesa da ogni addebito, confermando invece la condanna per gli altri consiglieri regionali del PD.